# Carol Hughes (actrice)
Pour les articles homonymes, voir Carol Hughes et Hughes.

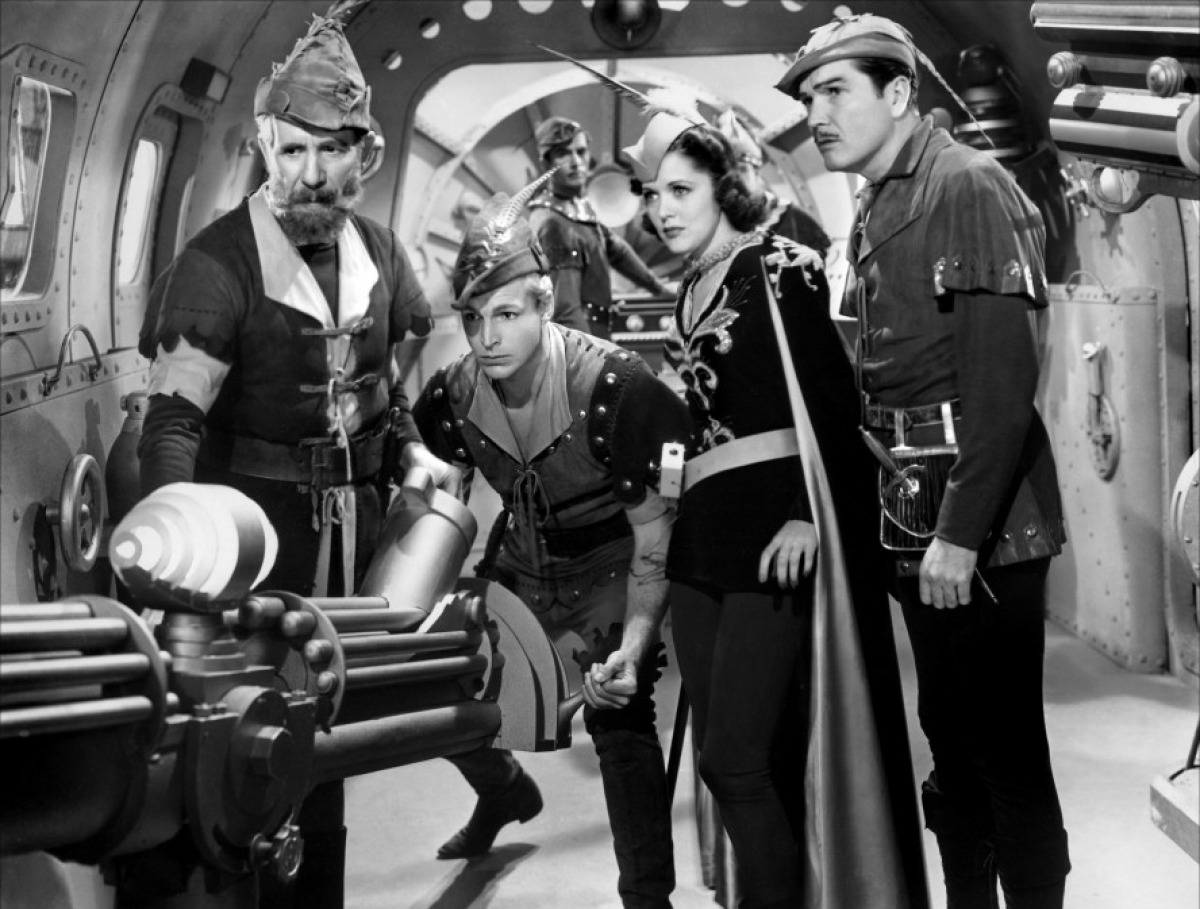
De g. à d. : Frank Shannon, Buster Crabbe, Carol Hughes et Roland Drew, dans Flash Gordon Conquers the Universe (1940)

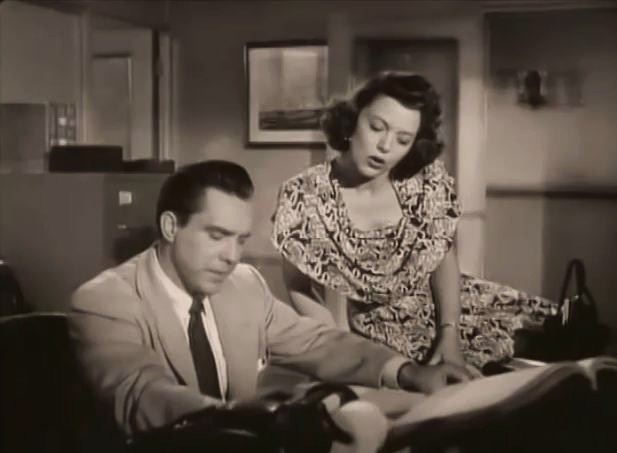
Avec Edmond O'Brien, dans Mort à l'arrivée (1950)

Carol Hughes est une actrice américaine, née Catherine Mabel Hukill le 17 janvier 1910 à Chicago (Illinois), morte le 8 août 1995 à Burbank (Californie).

## Biographie
Au cinéma, sous le nom de scène de Carol Hughes, elle contribue à soixante-quatre films américains (dont des westerns) sortis entre 1935 et 1953. Mentionnons La Flèche d'or d'Alfred E. Green (1936, avec Bette Davis et George Brent), le serial Flash Gordon Conquers the Universe de Ford Beebe et Ray Taylor (1940, avec Buster Crabbe et Charles Middleton), Deux sœurs vivaient en paix d'Irving Reis (1947, avec Myrna Loy et Shirley Temple), ou encore Mort à l'arrivée de Rudolph Maté (1950, avec Edmond O'Brien et Pamela Britton).
À la télévision, elle apparaît uniquement dans un épisode (1953) de la série I'm the Law (en).
En 1936, elle épouse l'acteur Frank Faylen (1905-1985), dont elle reste veuve à sa mort.

## Filmographie

### Cinéma (sélection)
- 1936 : Earthworm Tractors de Ray Enright : Sally Blair
- 1936 : Brumes (Ceiling Zero) d'Howard Hawks : Birdie
- 1936 : The Case of the Velvet Claws de William Clemens : Esther Linton
- 1936 : En scène (Stage Struck) de Busby Berkeley : Gracie
- 1936 : Three Men on a Horse de Mervyn LeRoy : Audrey Trowbridge
- 1936 : La Flèche d'or (The Golden Arrow) d'Alfred E. Green : Hortense Burke-Meyers
- 1937 : Meet the Boyfriend (en) de Ralph Staub : June Delaney
- 1937 : Dans les mailles du filet (Renfrew of the Royal Mounted) d'Albert Herman : Virginia Bronson
- 1937 : Marry the Girl de William C. McGann : Virginia Radway
- 1937 : Ready, Willing and Able de Ray Enright : Angie
- 1937 : The Westland Case de Christy Cabanne : Emily Lou Martin
- 1938 : Crépuscule (Under Western Stars) de Joseph Kane : Eleanor Fairbanks
- 1939 : Elle et lui (Love Affair) de Leo McCarey : La patronne du night club
- 1939 : The Day the Bookies Wept de Leslie Goodwins
- 1939 : Femmes (The Women) de George Cukor : Une vendeuse chez la modiste
- 1940 : Married and in Love de John Farrow : Jean Carter
- 1940 : Flash Gordon Conquers the Universe de Ford Beebe et Ray Taylor (serial) : Dale Arden
- 1940 : The Border Legion de Joseph Kane : Alice Randall
- 1940 : Flight Angels (en) de Lewis Seiler : « Texas »
- 1941 : Under Fiesta Stars (en) de Frank McDonald : Barbara « Babs » Erwin
- 1941 : Desperate Cargo (en) de William Beaudine : Peggy Morton
- 1941 : Scattergood Baines (en) de Christy Cabanne : Helen Parker
- 1941 : I'll Wait for You de Robert B. Sinclair : Sally Travers
- 1941 : Top Sergeant Mulligan de Jean Yarbrough : Avis
- 1942 : Ma femme est un ange (I Married an Angel) de W. S. Van Dyke : Nellie Bellas
- 1943 : My Son, the Hero (it) d'Edgar George Ulmer : Linda Duncan
- 1943 : She's for Me de Reginald Le Borg : Maxine LaVerne
- 1944 : Weekend Pass de Jean Yarbrough : Maisie
- 1945 : The Beautiful Cheat de Charles Barton : Dolly Marsh
- 1945 : Pillow to Post de Vincent Sherman : Loolie Fisher
- 1945 : Jungle Raiders de Lesley Selander (serial) : Zara, la grande prêtresse
- 1946 : Home in Oklahoma de William Witney : Jan Holloway
- 1946 : Joe Palooka, champion (Joe Palooka, Champ) de Reginald Le Borg : Mme Van Pragg
- 1946 : The Red Dragon de Phil Rosen : Marguerite Fontan
- 1947 : Deux sœurs vivaient en paix (The Bachelor and the Bobby-Soxer) d'Irving Reis : Florence
- 1949 : Stagecoach Kid de lew Landers : Birdie
- 1949 : Monsieur Joe (Mighty Joe Young) d'Ernest B. Schoedsack : La patronne du night club
- 1950 : Mort à l'arrivée (D.O.A.) de Rudolph Maté : Kitty
- 1952 : Scaramouche de George Sidney : Pierrette

### Série télévisée
- 1953 : I'm the Law, saison unique, épisode 3 The Model Agency Story de George Archainbaud : Estelle